# 136818 Selqet
136818 Selqet è un asteroide Aten. Scoperto nel 1997, presenta un'orbita caratterizzata da un semiasse maggiore pari a 0,9377109 UA e da un'eccentricità di 0,3464518, inclinata di 12,77127° rispetto all'eclittica.